# Pinanga disticha
Pinanga disticha es una especie de palma endémica de  Sumatra y Malasia.

## Descripción
Pinanga disticha, es una palma pequeña con el tallo muy delgado,  formando un grupo denso. Las hojas son moteadas, y no están divididas o divididas solo una vez. Los frutos maduros son de color rojo.

## Taxonomía
Pinanga disticha fue descrita por (Roxb.) H.Wendl.  y publicado en Les Palmiers 253, en el año 1878.
Etimología
Pinanga: nombre genérico que es la latinización del nombre vernáculo malayo, pinang aplicado a la palma de betel, Areca catechu y especies de Areca, Pinanga y Nenga en la naturaleza.
disticha: epíteto latino que significa "en 2 filas".
Sinonimia
- Areca disticha Roxb. basónimo
- Areca humilis Roxb. ex H.Wendl.
- Pinanga bifida Blume
- Ptychosperma distichum (Roxb.) Miq.
- Seaforthia disticha (Roxb.) Mart.[5]